# Ligne Meitetsu Aéroport
La ligne Meitetsu Aéroport (名鉄空港線, Meitetsu kūkō-sen) est une ligne ferroviaire de la compagnie privée Meitetsu située à Tokoname, dans la préfecture d'Aichi au Japon. Elle permet l'accès à l'aéroport international du Chūbu.

## Histoire
La ligne entre officiellement en service le 16 octobre 2004, mais elle n'est ouverte au public qu'à partir du 29 janvier 2005, quelques jours avant l'inauguration de l'aéroport international du Chūbu.

## Caractéristiques

### Ligne
- Longueur : 4,2 km
- Ecartement : 1 067 mm

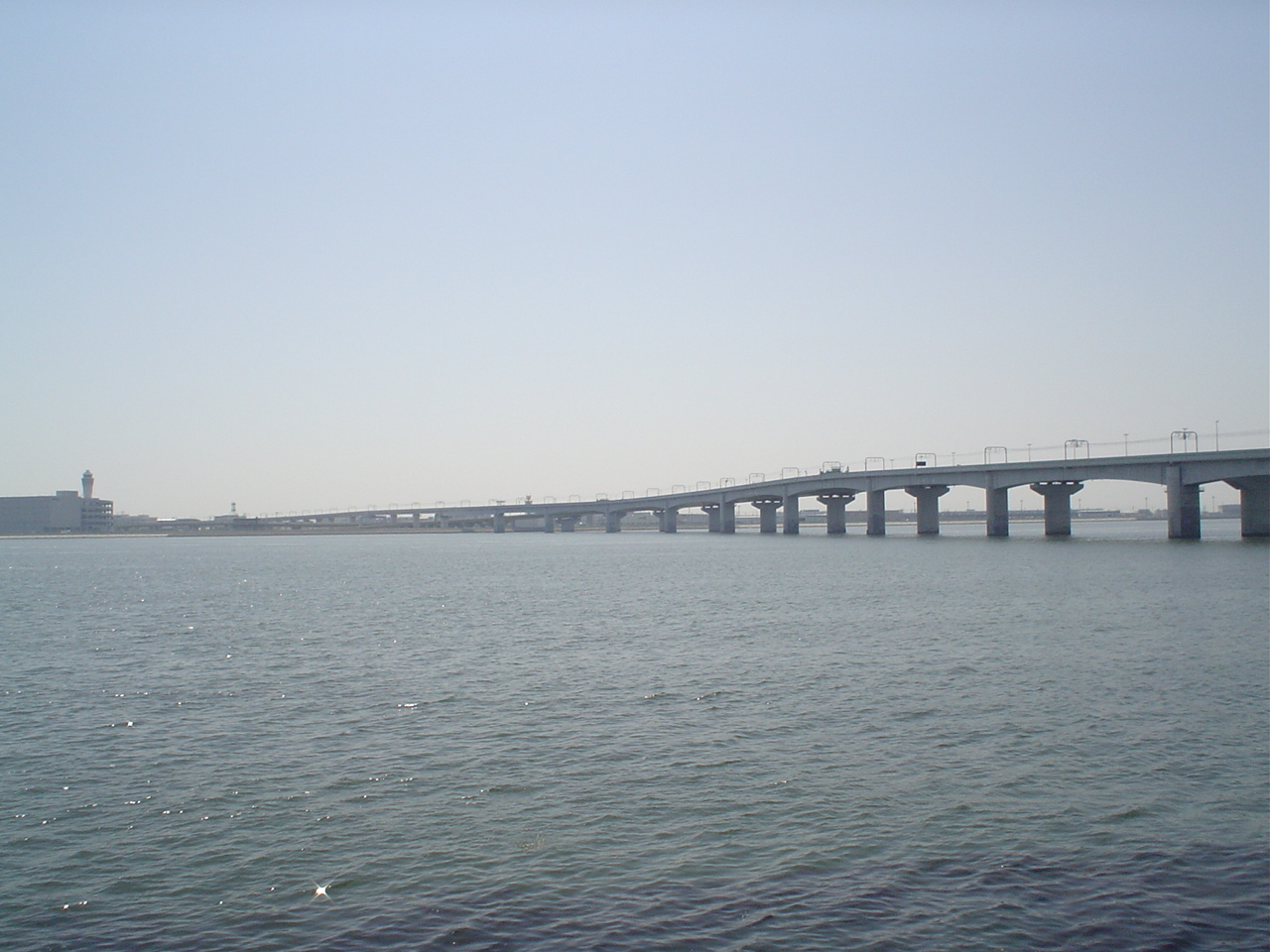
La ligne emprunte un pont entre l'aéroport et la péninsule de Chita

- Alimentation : 1 500 V courant continu par caténaire

### Services et interconnexion
La ligne est notamment parcourue par les services μSky desservant l'aéroport international du Chūbu. A Tokoname, tous les trains continuent sur la ligne Tokoname.

### Liste des gares
La ligne comporte 3 gares, identifiées de TA22 à TA24.
| Numéro | Gare                            | Nom japonais | Distance (km) | Correspondances                      | Localisation |
| ------ | ------------------------------- | ------------ | ------------- | ------------------------------------ | ------------ |
| TA22   | Tokoname                        | 常滑         | 0             | Meitetsu : Tokoname (interconnexion) | Tokoname     |
| TA23   | Rinkū Tokoname                  | りんくう常滑 | 1,6           |                                      | Tokoname     |
| TA24   | Aéroport international du Chūbu | 中部国際空港 | 4,2           |                                      | Tokoname     |